# Рибакіна Олена Андріївна
Олена Андріївна Рибакіна (рос. Елена Андреевна Рыбакина) — казахська тенісистка російського походження, переможниця Вімблдонського турніру в одиночному розряді.
До 2018 року Рибакіна представляла Росію, але потім змінила громадянство на казахстанське.
Свій перший титул WTA Рибакіна виборола на Bucharest Open 2019.
Учасниця  Олімпійських ігор в Токіо, де в матчі за бронзову нагороду програла  українці  Еліні Світоліній  1-6, 7-6, 6-4.

## Фінали турнірів Великого шлема
| Результат | Рік  | Турнір          | Поверхня | Супротивниця    | Рахунок       |
| --------- | ---- | --------------- | -------- | --------------- | ------------- |
| Перемога  | 2022 | Wimbledon       | Трава    | Унс Джабір      | 3–6, 6–2, 6–2 |
| Поразка   | 2023 | Australian Open | Тверде   | Аріна Соболенко | 6–4, 3–6, 4–6 |

## Фінали турнірів WTA

### Одиночний розряд: 20 (9 титулів)
| Результат | В-П  | Дата     | Турнір                                            | Категорія     | Покриття   | Супротивниця              | Рахунок                 |
| --------- | ---- | -------- | ------------------------------------------------- | ------------- | ---------- | ------------------------- | ----------------------- |
| Перемога  | 1–0  | Лип 2019 | Bucharest Open, Румунія                           | International | Ґрунт      | Патріція Марія Ціг        | 6–2, 6–0                |
| Поразка   | 1–1  | Вер 2019 | Jiangxi International Women's Tennis Open, КНР    | International | Тверде     | Ребекка Петерсон          | 2–6, 0–6                |
| Поразка   | 1–2  | Січ 2020 | WTA Shenzhen Open, КНР                            | International | Тверде     | Катерина Олександрова     | 2–6, 4–6                |
| Перемога  | 2–2  | Січ 2020 | Hobart International, Австралія                   | International | Тверде     | Чжан Шуай                 | 7–6(9–7), 6–3           |
| Поразка   | 2–3  | Лют 2020 | St. Petersburg Ladies' Trophy, Росія              | Premier       | Тверде (i) | Кікі Бертенс              | 1–6, 3–6                |
| Поразка   | 2–4  | Лют 2020 | Dubai Tennis Championships, ОАЕ                   | Premier       | Тверде     | Сімона Халеп              | 6–3, 3–6, 6–7(5–7)      |
| Поразка   | 2–5  | Вер 2020 | Internationaux de Strasbourg, Франція             | International | Ґрунт      | Еліна Світоліна           | 4–6, 6–1, 2–6           |
| Поразка   | 2–6  | Січ 2022 | Adelaide International, Австралія                 | WTA 500       | Тверде     | Ешлі Барті                | 3–6, 2–6                |
| Перемога  | 3–6  | Лип 2022 | Вімблдонський турнір, Велика Британія             | Grand Slam    | Трава      | Унс Джабір                | 3–6, 6–2, 6–2           |
| Поразка   | 3–7  | 2022     | Banka Koper Slovenia Open, Словенія               | WTA 250       | Тверде     | Катержина Сінякова        | 7–6(7–4), 6–7(5–7), 4–6 |
| Поразка   | 3–8  | Січ 2023 | Відкритий чемпіонат Австралії з тенісу, Австралія | Grand Slam    | Тверде     | Арина Соболенко           | 6–4, 3–6, 4–6           |
| Перемога  | 4–8  | Бер 2023 | Indian Wells Open, США                            | WTA 1000      | Тверде     | Арина Соболенко           | 7–6(13–11), 6–4         |
| Поразка   | 4–9  | Кві 2023 | Відкритий чемпіонат Маямі з тенісу, США           | WTA 1000      | Тверде     | Петра Квітова             | 6–7(14–16), 2–6         |
| Перемога  | 5–9  | Тра 2023 | Мастерс Рим, Італія                               | WTA 1000      | Ґрунт      | Ангеліна Калініна         | 6–4, 1–0, ret.          |
| Перемога  | 6–9  | Січ 2024 | Brisbane International, Австралія                 | WTA 500       | Тверде     | Соболенко Арина Сергіївна | 6–0, 6–3                |
| Перемога  | 7–9  | Лют 2024 | Abu Dhabi Open, ОАЕ                               | WTA 500       | Тверде     | Дарія Касаткіна           | 6–1, 6–4                |
| Поразка   | 7–10 | Лют 2024 | Qatar Ladies Open, Катар                          | WTA 1000      | Тверде     | Іга Свьонтек              | 6–7(8–10), 2–6          |
| Поразка   | 7–11 | Кві 2024 | Miami Open, США                                   | WTA 1000      | Тверде     | Даніель Коллінз           | 5–7, 3–6                |
| Перемога  | 8–11 | Кві 2024 | Porsche Tennis Grand Prix, Німеччина              | WTA 500       | Ґрунт (i)  | Марта Костюк              | 6–2, 6–2                |
| Перемога  | 9–11 | Тра 2025 | Internationaux de Strasbourg                      | WTA 500       | Ґрунт      | Людмила Самсонова         | 6–1, 6–7(2–7), 6–1      |

### Парний розряд: 2 (поразки)
| Результат | В-П | Дата     | Турнір                            | Tier     | Покриття | Партнер                | Опоненти                      | Рахунок       |
| --------- | --- | -------- | --------------------------------- | -------- | -------- | ---------------------- | ----------------------------- | ------------- |
| Поразка   | 0–1 | Жов 2021 | Indian Wells Open, США            | WTA 1000 | Тверде   | Вероніка Кудерметова   | Сє Шувей Елісе Мертенс        | 6–7(1–7), 3–6 |
| Поразка   | 0–2 | Січ 2023 | Adelaide International, Австралія | WTA 500  | Тверде   | Анастасія Павлюченкова | Луїза Стефані Тейлор Таунсенд | 5–7, 6–7(3–7) |